# Ancho de banda modal
El ancho de banda modal, en la disciplina de las telecomunicaciones, se refiere a la tasa de señalización máxima para una distancia dada; o al revés, a la distancia máxima para una tasa de señalización dada. La tasa de señalización se puede medir típicamente en MHz, y el ancho de banda modal se expresa como el producto de MHz·km. Para un cable con cierto ancho de banda modal, la frecuencia máxima puede ser duplicada cuando la distancia se divide en dos y viceversa. Esta característica clave de la fibra multimodo se refiere a la cantidad de datos que una fibra específica puede transmitir en una longitud de onda determinada.
El ancho de banda modal se deriva de la dispersión intermodal de la fibra y el ancho de línea espectral del láser. Es una medida de la capacidad de frecuencia de transmisión, es decir, el ensanchamiento del pulso, en fibras multimodo.

{\displaystyle BR\cdot L={\dfrac {1}{D_{Chrom}\cdot \Delta \lambda }}}

A veces se le refiere al ancho de banda modal como EMBc.